# Vicente Sanoguera Rubio
Vicente Juan Sanoguera Rubio (Alcoy (Spanje), 1965) is een Spaans componist, dirigent en klarinettist. 

## Levensloop
Sanoguera Rubio kreeg zijn eerste muzieklessen in de muziekschool van de Centro Instructivo Musical "Apolo" de Alcoy. Ook na zijn muziekstudie speelt hij nog in dit orkest Es-klarinet. Verder is hij werkzaam bij de Corporació Musical Primitiva d'Alcoi. 
Als componist schreef hij werken voor banda (harmonieorkest).

## Composities

### Werken voor banda (harmonieorkest)
- 2005 Els cavallers cristians,  Marcha Cristiana
- 2007 Muntanyés i festa, Marcha Cristiana
- Alférez Judíos 2000
- Foguera Óscar Esplá
- Muntanyesos dianers